# The King of Limbs
The King of Limbs — восьмий студійний альбом англійського рок-гурту Radiohead. Він вийшов самостійно для завантаження 18 лютого 2011 року, а згодом і як фізичний реліз 28 березня через XL Recordings у всьому світі та TBD Records у Північній Америці.
Після більш традиційного інструментарію у альбомі In Rainbows (2007), The King of Limbs показав, що Radiohead відійшли від стандартних пісенних структур і методів запису. Вони розробили його разом зі своїм продюсером Найджелом Ґодрічем за допомогою семплів і лупів. Вокаліст Том Йорк описав його як «вираження дикості та мутації». На обкладинці, створеній Йорком та його давнім співавтором Стенлі Донвудом, зображено природу та духів, натхненних казками.
Radiohead не випустили жодного синглу з The King of Limbs, але випустили відеокліп на пісню «Lotus Flower» з танцюючим Йорком, який породив інтернет-мем. У 2012 році гурт розпочав міжнародний тур, в рамках якого виступив на кількох фестивалях. Щоб виконувати складні ритми наживо, вони залучили другого барабанщика, Клайва Дімера. Європейський тур був відкладений після того, як в парку Даунсв'ю в Торонто обвалилася тимчасова сцена, вбивши техніка гурту Скотта Джонсона, також було поранено ще троє людей.
Незважаючи на те, що його нетрадиційний продакшн і коротка тривалість розділили слухачів, The King of Limbs був названий одним з найкращих альбомів року такими виданнями, як The Wire, NME і PopMatters. Він був номінований у п'яти категоріях на 54-ту щорічну премію Ґреммі, в тому числі як Найкращий альбом альтернативної музики. За два місяці версія для скачування розійшлася накладом понад 300 000 копій, а вініл став бестселером у Великій Британії. Роздрібне видання дебютувало на сьомій сходинці UK Albums Chart і на шостій в американському Billboard 200, що зробило його першим альбомом Radiohead, який не отримав золотого статусу в США.
За The King of Limbs послідував альбом реміксів TKOL RMX 1234567, концертне відео The King of Limbs: Live from the Basement та позаальбомні сингли «Supercollider» і «The Butcher».

## Запис

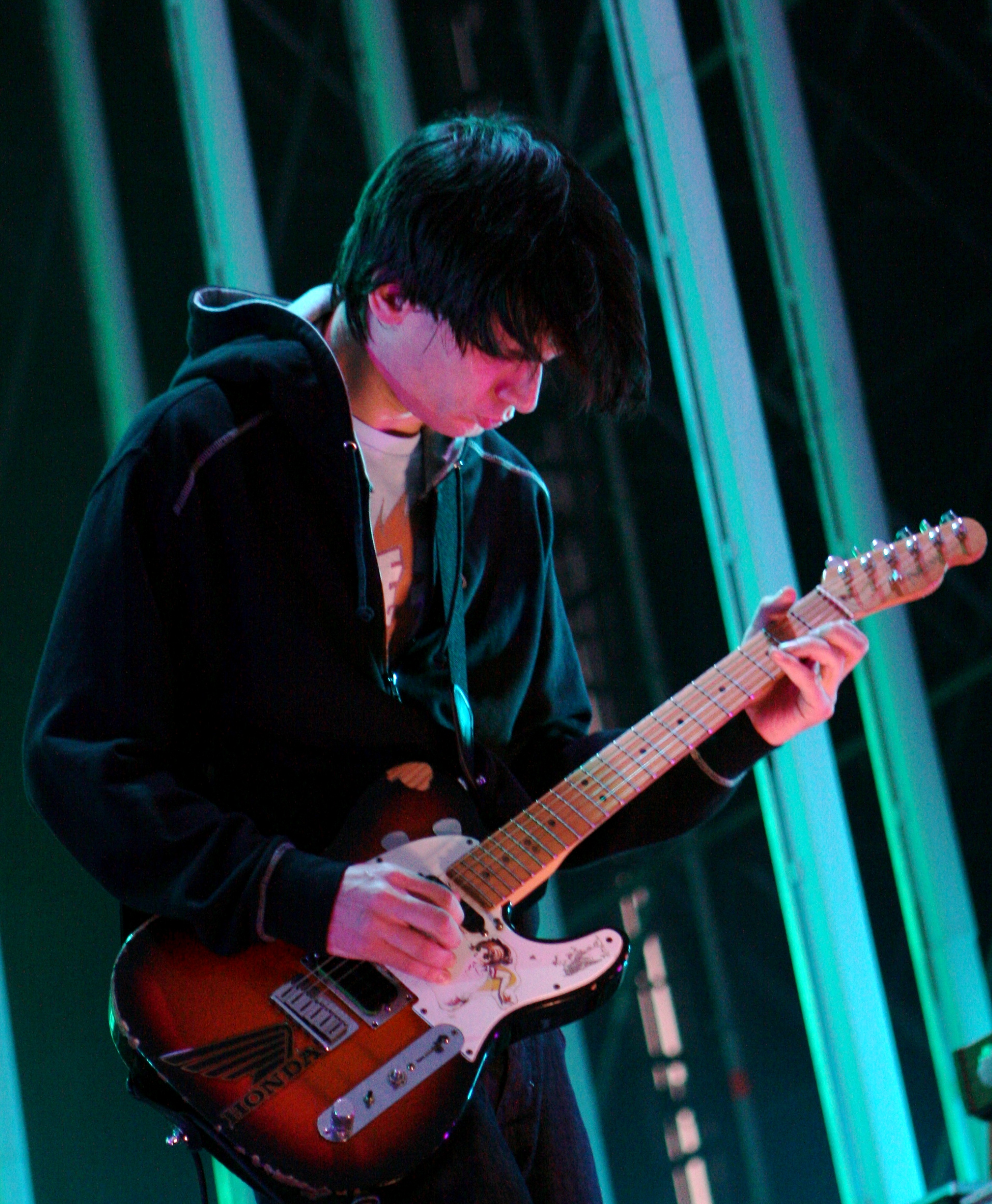
Джонні Ґрінвуд написав програмне забезпечення для семплування, яке було використано для створення The King of Limbs.

Radiohead працювали над The King of Limbs з перервами, з травня 2009 по січень 2011 року, зі своїм давнім продюсером Найджелом Ґодрічем. Сесії включали три тижні в будинку акторки Дрю Беррімор у Лос-Анджелесі на початку 2010 року.
Radiohead хотіли уникнути повторення затяжного процесу запису свого попереднього альбому In Rainbows (2007). За словами вокаліста Тома Йорка, вони відчували, що «якщо ми збираємося продовжувати, ми повинні робити це з нових причин». Художник обкладинки, Стенлі Донвуд, сказав, що в той час як In Rainbows був «в значній мірі остаточною заявою», Radiohead хотіли зробити альбом, який був би більш «перехідним». Мультиінструменталіст Джонні Ґрінвуд сказав «Ми не хотіли брати в руки гітари і писати послідовності акордів. Ми також не хотіли сидіти перед комп'ютером. Ми хотіли третього — грати і програмувати».
У той час як Radiohead створили In Rainbows на основі живих виступів, над The King of Limbs вони працювали на основі студійних експериментів. Йорк прагнув відійти від традиційних методів запису. Після того, як вони з Ґодрічем зацікавилися діджеїнгом під час перебування в Лос-Анджелесі, Ґодріч запропонував двотижневий експеримент, під час якого замість звичайних інструментів гурт використовував програвачі та програмне забезпечення для емуляції вінілу. За словами Найджела: «Той двотижневий експеримент перетворився на довбані півроку. І це той запис, вся історія всього цього».
Radiohead зібрали більшу частину альбому, зациклюючи і редагуючи зразки своєї гри за допомогою програмного забезпечення, написаного Ґрінвудом. Йорк писав мелодії і тексти поверх послідовностей, що він порівнював з процесом монтажу фільму. Гітарист Ед О'Браєн говорив: «Цегляні стіни, в які ми билися, були тоді, коли ми знали, що щось було чудовим, як 'Bloom', але не закінченим … Потім у [[[Коліна Ґрінвуд]]а] з'явилася басова партія, і Том почав співати. Ці речі раптово зробили пісню в сто разів кращою». За словами Ґодріча, результатом сесій запису стала «гігантська плутанина, на розбирання якої у мене пішло близько півтора року».
24 січня 2010 року Radiohead призупинили запис, щоб виступити в голлівудському театрі Генрі Фонда і зібрати кошти для благодійної організації Oxfam, яка займалася ліквідацією наслідків землетрусу на Гаїті у 2010 році. Виступ був випущений безкоштовно в Інтернеті в грудні 2010 року під назвою Radiohead for Haiti і включав виконання Йорком на акустичній гітарі майбутнього треку King of Limbs «Lotus Flower».

## Музика і тексти

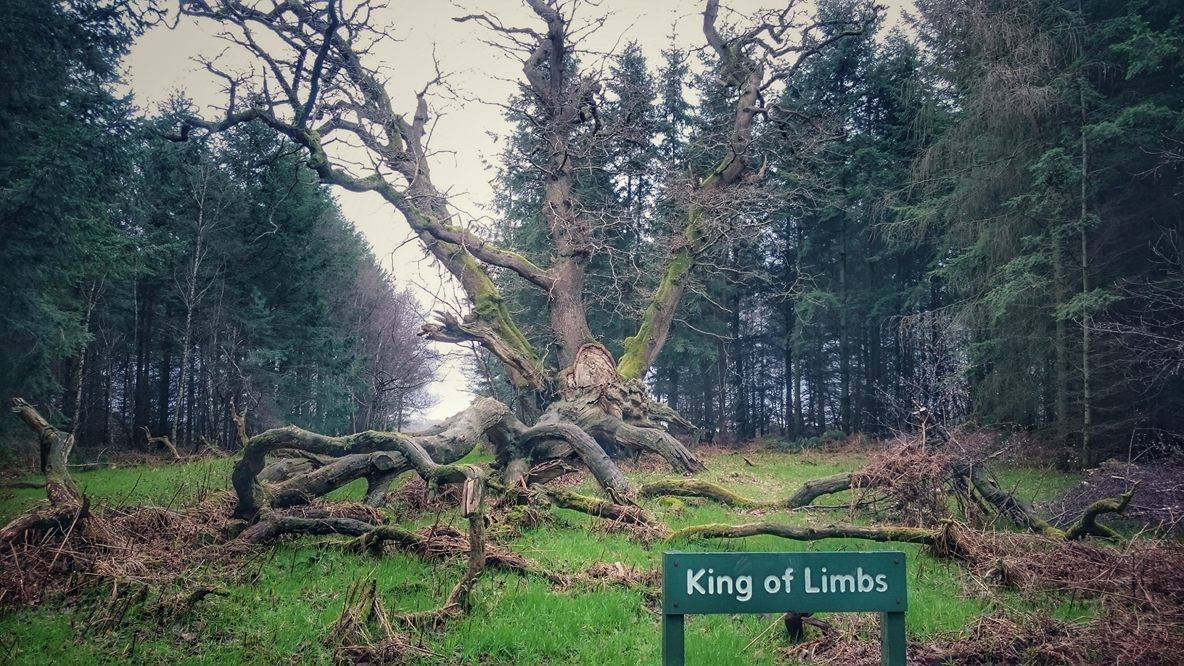
Назва альбому походить від імені Короля Кінцівок, стародавнього дерева у Савернейкському лісі, графство Вілтшир.

За словами Rolling Stone, The King of Limbs показав, що Radiohead відійшли від традиційної рок-музики та пісенних структур на користь «похмурої, важкої для ритму електроніки, льодовикових балад та ембієнтної психоделії». Деякі критики відзначили вплив дабстепу. Альбом містить велику кількість семплів, лупів та ембієнтних звуків, в тому числі й природних, таких як пташиний спів та шум вітру. Pitchfork писав, що він складається з «агресивних ритмів, зроблених з вишуканих шматочків цифрового сміття, роботоподібно повторюваних, але по-людськи нестерпних, пересохлих заростей барабанних партій, прикрашених швидкоплинними моментами мелодійного полегшення». За словами О'Браєна: «Ритм — це король кінцівок! Ритм диктує запис. Це дуже важливо».
За словами Йорка, The King of Limbs був «візуальним» альбомом, з текстами пісень та ілюстраціями про «дикість» і «мутацію», натхненними його екологічними проблемами. Назва походить від імені Короля Кінцівок, стародавнього дуба у Савернейкському лісі у Вілтширі, недалеко від Тоттенхем-хаусу, де Radiohead записували In Rainbows.
Перший трек, «Bloom», був натхненний документальним серіалом BBC про природу Блакитна планета. Він відкривається фортепіанним лупом і містить валторни та складні ритми. «Morning Mr. Magpie» містить «неспокійні гітари». «Little by Little» поєднує «руйнування гітарних форм» і «брязкіт» перкусії. «Feral» містить розрізнені вокальні семпли і «мульчовані» барабани. «Lotus Flower» особлива синтезаторним басом і фальцетом Йорка. «Codex» — фортепіанна балада зі «спектральними» валторнами і струнними і драм-машиною Roland TR-808. «Give Up the Ghost» — балада під акустичну гітару з багаторівневими вокальними гармоніями. Заключний трек, «Separator», містить гітари, «крихку» барабанну установку і ехо-вокал.
The King of Limbs складається з восьми треків і триває 37 хвилин і є найкоротшим альбомом Radiohead. О'Браєн пояснив, що ідеальний альбом Radiohead має тривати близько 40 хвилин, і навів як приклад альбом Марвіна Гея What's Going On 1971 року, який є класикою і коротший за The King of Limbs.

## Художнє оформлення та пакування
Обкладинка The King of Limbs була створена Йорком спільно з давнім приятелем-художником Radiohead Стенлі Донвудом. Як і в попередніх альбомах Radiohead, Донвуд працював під час запису гурту неподалік. Він намалював олійні портрети учасників Radiohead у стилі Герхарда Ріхтера, але відмовився від них, оскільки «я ніколи раніше не малював олійними фарбами, і я не Герхард Ріхтер, тож це була просто серія намальованих катастроф». Натомість музика наштовхнула Донвуда на думку про «величезні різнокольорові собори дерев, з музикою, що відлунювала від гілок, а дивна фауна ховалася в тумані». Він і Йорк малювали дерева з очима, кінцівками, ротами та обличчями, створюючи «дивних багаторуких істот», натхненних північноєвропейськими казками.
Для спеціального видання The King of Limbs Донвуд хотів створити щось «у стані потоку». Він обрав газету, яка вицвітає під сонячним світлом, через її пересихаючу властивість, що відображає природну тематику альбому, віддзеркалюючи природний розпад живих істот. Донвуд черпав натхнення з підпільних газет і журналів 1960-х років, таких як Oz та International Times. Спеціальне видання включає аркуш з ілюстраціями на промокальному папері, який використовувався для розповсюдження ЛСД; Донвуд сказав: «Теоретично я не пропонував би щось таке незаконне, але хтось міг би… І я не думаю, що це робилося раніше як маркетингова річ.» Спеціальне видання було номіновано на 54-ту церемонію вручення премії Ґреммі в категорії Найкраще пакування в коробці або спеціальна лімітована серія.

## Реліз
Radiohead анонсували The King of Limbs на своєму сайті 14 лютого 2011 року. Альбом вийшов 18 лютого, на день раніше, оскільки сайт був готовий раніше запланованого терміну. Версія для завантаження продавалася за £6, а спеціальне видання альбому, випущене 9 травня 2011 року, продавалося за £30. Спеціальне видання містить альбом на CD і двох 10-дюймових вінілових платівках, додаткову обкладинку, спеціальний конверт і «кольоровий шматок пластикової упаковки, що розкладається». The King of Limbs був випущений на CD і вінілі 28 березня 2011 року лейблами XL Recordings у Великій Британії, TBD у США і Hostess Entertainment в Японії.
16 квітня 2011 року Radiohead випустили ще два треки з сесій King of Limbs, «Supercollider» і «The Butcher», як подвійний сингл до Дня магазину звукозапису. Через кілька днів треки були випущені у вигляді безкоштовного завантаження для тих, хто придбав The King of Limbs на сайті Radiohead. У червні 2011 року Radiohead анонсували серію реміксів на King of Limbs від різних електронних виконавців. Йорк сказав, що гурт хотів експериментувати з музикою, віддавши її реміксерам, і йому сподобалася ідея, що вона не була «зафіксована і викарбувана на камені». Ремікси увійшли до альбому TKOL RMX 1234567, який був випущений у вересні 2011 року.
Radiohead виконали The King of Limbs повністю для проєкту The King of Limbs: Live from the Basement, що транслювався в липні 2011 року і вийшов на DVD і Blu-ray в грудні 2011 року. Ґодріч сказав, що цей виступ був спробою знову записати «дуже механізований» альбом і показати його в новому світлі. 11 лютого 2014 року Radiohead випустили додаток Polyfauna, що містить музику і зображення з The King of Limbs. 2017 року Radiohead співпрацювали з кінокомпозитором Гансом Циммером для запису нової версії «Bloom» для документального природничого серіалу на BBC Блакитна планета II. Трек «(ocean) bloom» містить новий вокал Йорка, записаний разом з концертним оркестром BBC. У прес-релізі Йорк сказав, що «Bloom» був натхненний оригінальним серіалом Блакитна планета, і що це «чудово, що він зміг пройти повне коло з піснею».

## Промо

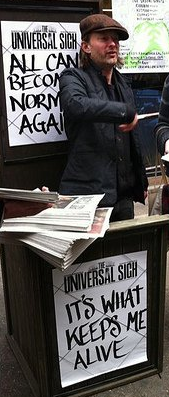
Співак Том Йорк роздавав безкоштовну промо-газету The King of Limbs біля магазину Rough Trade у Лондоні

18 лютого Radiohead випустили на YouTube кліп на пісню «Lotus Flower», в якому показали чорно-білі кадри з танцюючим Йорком. Режисером кліпу став Гарт Дженнінгс, а хореографом — Вейн Макгрегор. Відео надихнуло на створення інтернет-мему «Танцюючий Том Йорк», в якому фанати заміняли аудіо або відредаговували візуальний ряд, а «#thomdance» став популярним гештегом у Твіттері. Промо-трансляція кліпу на токійському переході Сібуя була скасована з міркувань безпеки.
28 березня 2011 року, з метою просування роздрібного релізу The King of Limbs, Radiohead розповсюдили безкоштовну газету Universal Sigh у незалежних музичних магазинах по всьому світу. Донвуд і Йорк особисто розповсюджували примірники газети у музичному магазині Rough Trade у східному Лондоні. Universal Sigh — це 12-сторінковий таблоїд, створений під впливом таких безплатних газет, як LA Weekly або London Lite, надрукований як веб-офсетна літографія на газетному папері. Газета містила ілюстрації, поезію та тексти пісень, а також оповідання Донвуда, Джея Гріффітса та Роберта Макфарлейна.

### Тур
Radiohead не грали The King of Limbs наживо кілька місяців після релізу, оскільки Йорк хотів продовжити студійну роботу, а на аранжування альбому для виступу потрібен був час. Для виконання складних ритмів вони залучили другого барабанщика Клайва Дімера, який працював з гуртами Portishead і Get the Blessing. Селвей сказав: «Це було захоплююче. Один грав у традиційній манері, інший майже імітував драм-машину. Це була штовханина, як гра дітей, дуже цікаво». Дімер приєднався до Radiohead і у наступних турах.
24 червня 2011 року Radiohead зіграли неанонсований виступ на сцені Park на фестивалі Ґластонбері 2011 року, виконуючи переважно новий матеріал. Критик The Guardian Розі Свеш дала змішану оцінку виступу, зазначивши, що публіка сподівалася на старі пісні. У вересні Radiohead відіграли два концерти в нью-йоркському Roseland Ballroom, а також виступили на прем'єрі сезону Saturday Night Live і в годинному спеціальному випуску The Colbert Report. У 2012 році Radiohead гастролювали Європою, Північною Америкою та Азією, виступивши на фестивалях Bonnaroo, Coachella і Fuji Rock. Вони грали переважно на аренах, оскільки О'Браєн сказав, що «точний і детальний» матеріал King of Limbs не підходить для відкритих майданчиків.
16 червня 2012 року під час підготовки до концерту в торонтському парку Даунсв'ю обвалилася сцена, в результаті чого загинув барабанний технік Скотт Джонсон і ще троє членів команди Radiohead отримали поранення. Концерт було скасовано, а дати гастролей Radiohead в Європі перенесено. Після перенесення туру Radiohead вшанували пам'ять Джонсона і сценічної команди на наступному концерті у французькому місті Нім у липні. У 2013 році Live Nation Canada Inc, двом іншим організаціям та інженеру було пред'явлено 13 звинувачень. Після затримки, спричиненої неправильним судовим розглядом, справу було закрито у 2017 році згідно з Правилом Джордана, яке накладає часові обмеження на справи. Radiohead випустили заяву, в якій засудили це рішення. Розслідування 2019 року винесло вердикт про смерть через нещасний випадок.

## Продажі
На сайті Radiohead, де він був ексклюзивно доступний протягом майже двох місяців до виходу в роздріб, The King of Limbs було продано від 300 000 до 400 000 завантажених копій. За оцінками співменеджера Radiohead Кріса Хаффорда, Radiohead заробили на The King of Limbs більше грошей, ніж на будь-якому з їхніх попередніх альбомів, оскільки більшість продажів було здійснено через їхній сайт без залучення звукозаписної компанії.
Роздрібне видання дебютувало на сьомій сходинці UK Albums Chart, перервавши серію із п'яти послідовних альбомів Radiohead номер один у Великобританії, і розійшлося тиражем 33,469 копій за перший тиждень. Вінілове видання, не враховуючи продаж спеціальних видань, було продано понад 20 000 копій у Великій Британії в першій половині 2011 року, що склало 12 % від усіх проданих за цей період вінілів, і стало найбільш продаваним вініловим альбомом 2011 року. Станом на квітень 2015 року це був другий найбільш продаваний вініл десятиліття у Великій Британії.
У США роздрібне видання дебютувало на шостому місці в чарті Billboard 200, продажі за перший тиждень склали 69 000 копій. Наступного тижня воно досягло третього місця, найвищої позиції, продавши 67 000 копій. До квітня 2012 року було продано 307 000 роздрібних копій The King of Limbs у США, що зробило його першим альбомом Radiohead, який не отримав там золотої сертифікації. Це було пов'язано з несподіваним релізом; спів-менеджер Radiohead Брайс Едж сказав, що деякі шанувальники навіть не здогадувалися про випуск нового альбому Radiohead.

## Відгуки критиків
На сайті Metacritic, який агрегує оцінки мейнстрімних критиків, The King of Limbs отримав середній бал 80 на основі 40 рецензій, що означає «загалом схвальні відгуки». Майкл Бродо з The Boston Globe похвалив «напружений спокій, який підтримують ці вісім пісень — спокій, який, здається, постійно готовий тріснути», і написав, що «там, де In Rainbows був м'яким, але жвавим — альбомом, який, здавалося, кудись рухався, — ці пісні моторошнуваті і підступні, вони повзуть, як тіні». Корі Біслі з PopMatters писав: «The King of Limbs — прекрасний альбом, який вимагає більш усвідомленого прослуховування, ніж його попередник, але при цьому викликає не менше — якщо не більше — захоплення».
Франсуа Маршан з Vancouver Sun сказав, що The King of Limbs «поєднує багато різних стилів Radiohead» і «вартий уваги». Критик Роберт Крістгау нагородив його двозірковою «почесною згадкою» і рекомендував пісні «Little by Little» і «Bloom». Критик Quietus Бен Грем вважав, що це може бути найкращою роботою Radiohead, написавши, що він повернувся до стилю альбомів Kid A і Amnesiac з «більшою зрілістю і вагою досвіду, який збагачує як пісні, так і процес».
Дехто вважав, що The King of Limbs був менш інноваційним, ніж попередні альбоми Radiohead. Марк Питлик з Pitchfork писав, що це був «пройдений шлях для Radiohead, і хоча він продовжує приносити корисні результати, але не вистачає фірмового прагнення гурту змінити правила гри». Редактор AllMusic Стівен Томас Ерлвайн описав його як «Radiohead роблять те, що вони роблять… без спалахів і претензій, плавно переходячи від ролі першопрохідців до ремісників». Люк Льюїс з NME вважав, що це «альбом, який викликає повагу до ремесла, а не поклоніння перед його величчю».
У Los Angeles Times Енн Пауерс писала, що The King of Limbs розділив слухачів: дехто вважав його занадто стриманим, абстрактним, «похмурим» або занадто схожим на попередні роботи Radiohead. Деякі шанувальники, які роками чекали на продовження In Rainbows, були розчаровані коротшим альбомом, який здавався «відносно розрізненим». Поширилися безпідставні чутки про швидкий вихід другого альбому, підкріплені текстом заключного треку «Separator»: «Якщо ти думаєш, що це кінець, то ти помиляєшся» («If you think this is over then you're wrong»).
У статті 2015 року для Stereogum Раян Ліс дійшов висновку, що The King of Limbs був «дуже хорошою, місцями чудовою музикою ключового гурту, яка, тим не менш, відчувалася як певне розчарування, тому що це не був, зрештою, якийсь геніальний удар, якого ніхто з нас не очікував». Багато слухачів віддали перевагу The King of Limbs: Live from the Basement, зокрема Ліс, який писав: «Ви чуєте м'язи, рух і тіла, що існують там, де вичерпана винахідливість електронних імпульсів Radiohead почала робити їхню записану музику крихкою».
У 2021 році критик Consequence of Sound Джордан Блюм і автор Stereogum Кріс Девілль написали, що The King of Limbs залишається найбільш суперечливим альбомом Radiohead. Деякі фанати вважали його занадто коротким, або занадто «поверхневим і ефемерним». Блюм і Девілль пояснювали розчарування очікуваннями від «теплого і доступного» альбому In Rainbows, чий новаторський реліз «плати скільки хочеш» посилив вплив Radiohead. Девілль також припускав, що порядок виконання, з менш доступними піснями в першій половині, втратив частину слухачів.

### Нагороди
King of Limbs був названий одним з найкращих альбомів 2011 року кількома виданнями, серед яких The Wire, The Guardian, Mojo, NME, PopMatters, Uncut та Rolling Stone. На 54-й церемонії вручення премії Ґреммі він був номінований у категоріях Найкращий альбом альтернативної музики та Найкраще пакування в коробці або спеціальної лімітованої серії. «Lotus Flower» була номінована у категоріях Найкраще короткометражне музичне відео, Найкраще рок-виконання та Найкраща рок-пісня.

## Список композицій
Всі пісні написані Radiohead.
| #     | Назва               | Тривалість |
| ----- | ------------------- | ---------- |
| 1.    | «Bloom»             | 5:15       |
| 2.    | «Morning Mr Magpie» | 4:41       |
| 3.    | «Little by Little»  | 4:27       |
| 4.    | «Feral»             | 3:13       |
| 5.    | «Lotus Flower»      | 5:01       |
| 6.    | «Codex»             | 4:47       |
| 7.    | «Give Up the Ghost» | 4:50       |
| 8.    | «Separator»         | 5:20       |
| 37:34 |                     |            |

## Персоналії
| Radiohead - Колін Грінвуд - Джонні Ґрінвуд - Ед О'Браєн - Філ Селвей - Том Йорк Сесійні музиканти - Ноель Ленглі – флюгельгорн на «Bloom» та «Codex» - Язз Ахмед – флюгельгорн на «Bloom» та «Codex» - The London Telefilmonic Orchestra – струнні на «Codex» - Левін Андраде – керівник - Роберт Зіглер – диригент | Студійний персонал - Найджел Ґодріч – продюсування, звукоінженер, зведення - Дрю Браун – додатковий звукоінженер - Даррелл Торп – асистент - Браян Кук – асистент - Боб Людвіг – мастерінг Дизайн - Том Йорк (вказаний як Zachariah Wildwood) - Стенлі Донвуд (вказаний як Donald Twain) |

## Чарти
| Чарт (2011)                     | Пікова позиція |
| ------------------------------- | -------------- |
| Australian Albums Chart         | 2              |
| Austrian Albums Chart           | 11             |
| Belgian Albums Chart (Flanders) | 7              |
| Belgian Albums Chart (Wallonia) | 8              |
| Canadian Albums Chart           | 5              |
| Danish Albums Chart             | 10             |
| Dutch Albums Chart              | 3              |
| Finnish Albums Chart            | 13             |
| French Albums Chart             | 8              |
| German Albums Chart             | 13             |
| Greek Albums Chart              | 9              |
| Irish Albums Chart              | 7              |
| Italian Albums Chart            | 8              |
| Japanese Oricon Albums Chart    | 3              |
| Mexican Albums Chart            | 8              |
| New Zealand Albums Chart        | 5              |
| Norwegian Albums Chart          | 4              |
| Scottish Albums Chart           | 7              |
| Spanish Albums Chart            | 10             |
| Swedish Albums Chart            | 9              |
| Swiss Albums Chart              | 8              |
| UK Albums Chart                 | 7              |
| US Billboard 200                | 3              |
| US Alternative Albums           | 1              |
| US Independent Albums           | 1              |
| US Top Rock Albums              | 1              |

| Чарт (2011)                                    | Позиція |
| ---------------------------------------------- | ------- |
| Belgian Alternative Albums (Ultratop Flanders) | 44      |
| Belgian Albums (Ultratop Wallonia)             | 94      |
| French Albums (SNEP)                           | 124     |
| UK Albums (OCC)                                | 118     |
| US Billboard 200                               | 135     |
| US Alternative Albums                          | 19      |
| US Independent Albums                          | 5       |
| US Top Rock Albums                             | 24      |

## Сертифікація та продажі
| Регіон                                             | Сертифікація | Продажі  |
| -------------------------------------------------- | ------------ | -------- |
| Канада (Music Canada)                              | Золотий      | 40 000^  |
| Іспанія                                            | —            | 2,287    |
| Велика Британія (BPI)                              | Золотий      | 100 000^ |
| США                                                | —            | 370,000  |
| ^відвантаження, що базуються лише на сертифікаціях |              |          |